# Fernand Sanz
Fernando Sanz y Martínez de Arizala (Madrid, 28 febbraio 1881 – Pau, 8 gennaio 1925) è stato un pistard e pugile francese.
Era il secondo figlio naturale del re Alfonso XII di Spagna e del contralto Elena Sanz y Martínez de Arizala.

## Carriera

### Ciclista
Sanz partecipò ai Giochi della II Olimpiade di Parigi nel 1900 nella gara di velocità, in cui vinse la medaglia d'argento. Disputò due volte il Grand Prix de Paris per dilettanti, arrivando terzo nell'edizione del 1900 e secondo nell'edizione del 1902.

### Pugile
Sanz praticò anche la boxe. Vinse due volte il titolo francese, precisamente nel 1903 e nel 1904.

## Piazzamenti

### Competizioni mondiali
- Giochi olimpici

Parigi 1900 - Velocità: 2º

## Ascendenza
|                                       |   |                                           | Genitori                                 |  |  | Nonni |  |  | Bisnonni                               |  |  | Trisnonni               |  |
|                                       |   |                                           |                                          |  |  |       |  |  | 8. Francisco de Paula de Borbón-España |  |  | 16. Carlos IV de España |  |
|                                       |   |                                           |                                          |  |  |       |  |  | 8. Francisco de Paula de Borbón-España |  |  | 16. Carlos IV de España |  |
|                                       |   | 17. Maria Luisa di Borbone-Parma          |                                          |  |  |       |  |  | 8. Francisco de Paula de Borbón-España |  |  |                         |  |
| 4. Francisco de Asís de Borbón-España |   |                                           |                                          |  |  |       |  |  | 8. Francisco de Paula de Borbón-España |  |  |                         |  |
|                                       |   | 9. Luisa Carlotta di Borbone-Due Sicilie  | 18. Francesco I delle Due Sicilie        |  |  |       |  |  |                                        |  |  |                         |  |
|                                       |   | 9. Luisa Carlotta di Borbone-Due Sicilie  | 18. Francesco I delle Due Sicilie        |  |  |       |  |  |                                        |  |  |                         |  |
|                                       |   | 9. Luisa Carlotta di Borbone-Due Sicilie  | 19. María Isabel de Borbón-España        |  |  |       |  |  |                                        |  |  |                         |  |
| 2. Alfonso XII de España              |   | 9. Luisa Carlotta di Borbone-Due Sicilie  |                                          |  |  |       |  |  |                                        |  |  |                         |  |
|                                       |   | 10. Fernando VII de España                | 20. Carlos IV de España (= 16)           |  |  |       |  |  |                                        |  |  |                         |  |
|                                       |   | 10. Fernando VII de España                | 20. Carlos IV de España (= 16)           |  |  |       |  |  |                                        |  |  |                         |  |
|                                       |   | 10. Fernando VII de España                | 21. Maria Luisa di Borbone-Parma (= 17)  |  |  |       |  |  |                                        |  |  |                         |  |
| 5. Isabel II de España                |   | 10. Fernando VII de España                |                                          |  |  |       |  |  |                                        |  |  |                         |  |
|                                       |   | 11. Maria Cristina di Borbone-Due Sicilie | 22. Francesco I delle Due Sicilie (= 18) |  |  |       |  |  |                                        |  |  |                         |  |
|                                       |   | 11. Maria Cristina di Borbone-Due Sicilie | 22. Francesco I delle Due Sicilie (= 18) |  |  |       |  |  |                                        |  |  |                         |  |
|                                       |   | 11. Maria Cristina di Borbone-Due Sicilie | 23. María Isabel de Borbón-España (= 19) |  |  |       |  |  |                                        |  |  |                         |  |
| 1. Fernand Sanz y Martínez de Arizala |   | 11. Maria Cristina di Borbone-Due Sicilie |                                          |  |  |       |  |  |                                        |  |  |                         |  |
|                                       | … | …                                         |                                          |  |  |       |  |  |                                        |  |  |                         |  |
|                                       | … | …                                         |                                          |  |  |       |  |  |                                        |  |  |                         |  |
|                                       | … | …                                         |                                          |  |  |       |  |  |                                        |  |  |                         |  |
| 6. Manuel Sanz                        | … |                                           |                                          |  |  |       |  |  |                                        |  |  |                         |  |
|                                       |   | …                                         | …                                        |  |  |       |  |  |                                        |  |  |                         |  |
|                                       |   | …                                         | …                                        |  |  |       |  |  |                                        |  |  |                         |  |
|                                       |   | …                                         | …                                        |  |  |       |  |  |                                        |  |  |                         |  |
| 3. Elena Sanz y Martínez de Arizala   |   | …                                         |                                          |  |  |       |  |  |                                        |  |  |                         |  |
|                                       |   | 14. Manuel Francisco Martinez de Arrizala | …                                        |  |  |       |  |  |                                        |  |  |                         |  |
|                                       |   | 14. Manuel Francisco Martinez de Arrizala | …                                        |  |  |       |  |  |                                        |  |  |                         |  |
|                                       |   | 14. Manuel Francisco Martinez de Arrizala | …                                        |  |  |       |  |  |                                        |  |  |                         |  |
| 7. Josefa Martínez de Arizala         |   | 14. Manuel Francisco Martinez de Arrizala |                                          |  |  |       |  |  |                                        |  |  |                         |  |
|                                       |   | 15. Elizabeth Perkins                     | 30. Simeon Perkins                       |  |  |       |  |  |                                        |  |  |                         |  |
|                                       |   | 15. Elizabeth Perkins                     | 30. Simeon Perkins                       |  |  |       |  |  |                                        |  |  |                         |  |
|                                       |   | 15. Elizabeth Perkins                     | 31. Elizabeth Headley Young              |  |  |       |  |  |                                        |  |  |                         |  |
|                                       |   | 15. Elizabeth Perkins                     |                                          |  |  |       |  |  |                                        |  |  |                         |  |